# Petasina unidentata
Petasina unidentata е вид коремоного от семейство Hygromiidae.

## Разпространение
Видът е разпространен в Австрия, Германия, Италия, Лихтенщайн, Полша, Румъния, Словакия, Унгария, Чехия и Швейцария.